# Ring (Masami Okui)
Ring è un brano musicale di Masami Okui pubblicato come singolo il 25 luglio 2007 dalla evolution. Il singolo è arrivato alla centosessantesima posizione nella classifica settimanale Oricon.

## Tracce
CD singolo NECM-10069
1. RING
2. RING -Ballade Version-
3. RING (instrumental)
4. RING -Ballade Version- (instrumental)

Durata totale: 18:00

## Classifiche
| Classifica (2007)                        | Posizione più alta |
| ---------------------------------------- | ------------------ |
| Giappone (Classifica settimanale Oricon) | 160                |